# Siergiej Juszenkow
Siergiej Nikołajewicz Juszenkow ros. Серге́й Никола́евич Юшенко́в (ur. 27 czerwca 1950 we wsi Priamuchino, obwód twerski, zm. 17 kwietnia 2003 w Moskwie) – podpułkownik Armii Radzieckiej, filozof i polityk, obrońca praw człowieka.

## Życiorys
Był synem kołchoźnika. Uczył się w szkole rolniczej. W roku 1974 ukończył studia w Nowosybirskjej Wyższej Szkole Wojskowo-Politycznej, a następnie w Akademii Wojskowo-Politycznej. Obronił pracę doktorską z filozofii i prowadził wykłady z filozofii marksistowskiej dla studentów Akademii Wojskowo-Politycznej. W roku 1990 zasiadał w Komisji d.s. zbadania przyczyn wypadków śmiertelnych żołnierzy, działającej przy Przewodniczącym Rady Najwyższej RFSRR.

## Działalność polityczna
W latach 1974–1990 był członkiem KPZR. W 1990 po raz pierwszy wybrany do parlamentu. Od grudnia 1993 do 2003 Juszenkow zasiadał w Dumie Państwowej Federacji Rosyjskiej. W czasie poczu Janajewa w roku 1991 należał do organizatorów "żywego łańcucha", który miał ochronić budynek parlamentu, brał też udział w negocjacjach z żołnierzami, wysłanymi by zająć zbrojnie budynek. Od 1991 zaangażował się w działania na rzecz reformy armii rosyjskiej. Dążył do zniesienia przymusowego poboru, a także ochrony praw żołnierzy w służbie czynnej. W czasie I i II wojny czeczeńskiej zajmował antywojenne stanowisko, uznając, że działania armii rosyjskiej na terenie Czeczenii są nielegalne.
W 2002 wspólnie z Władimirem Gołowiowem, Wiktorem Pochmelkinem i Borisem Bieriezowskim założył partii Liberalna Rosja. W 2002 został wiceprzewodniczącym komisji badającej serię zamachów bombowych w Rosji, które miały stanowić pretekst do rozpoczęcia wojny w Czeczenii. W marcu 2002 oskarżył rosyjskie służby specjalne o organizowanie zamachów bombowych, czego dowodem miał być film dokumentalny rozpowszechniany w tysiącach kopii na terenie Rosji.
W 2003 Juszenkow zaangażował się w śledztwo zmierzające do wyjaśnienia roli, którą odegrała Federalna Służba Bezpieczeństwa w czasie ataku terrorystycznego na teatr na Dubrowce, a zwłaszcza obecności na miejscu wydarzeń agenta FSB Chanpasza Terikbajewa. Materiały ze śledztwa Juszenkow przekazał znanej dziennikarce Annie Politkowskiej, ale wkrótce Terikbajew zginął w wypadku samochodowym.

## Okoliczności śmierci
Siergiej Juszenkow zginął 17 kwietnia 2003 na progu swojego moskiewskiego domu od czterech strzałów w plecy z pistoletu Makarow. Do zabójstwa doszło kilka godzin po rejestracji listy wyborczej partii Liberalna Rosja, która miała wystartować w wyborach parlamentarnych 2003. Juszenkow obiecywał swoim wyborcom niezależne śledztwo w sprawie zamachów bombowych, które miały być zorganizowane przez FSB. Przed śmiercią otrzymywał groźby od generała FSB, Aleksandra Michajłowa. Pochowany na Cmentarzu Wagańkowskim w Moskwie.

## Śledztwo
O udział w zabójstwie Juszenkowa oskarżono sześć osób - jedną z nich był Michaił Kodaniew, jeden z przywódców partii Liberalna Rosja, nazywany Putinem z uwagi na fizyczne podobieństwo do prezydenta Rosji. W czasie procesu zaprzeczył stawianym oskarżeniom. Skazany na karę więzienia, na podstawie zeznań jednego ze świadków Aleksandra Winnika, został umieszczony w więzieniu Lefortowo, gdzie próbował popełnić samobójstwo. O zabójstwo prasa moskiewska oskarżała także Borysa Bieriezowskiego.